# 金井雄一
金井雄一（かない ゆういち、1949年6月13日- ）は、日本の経済学者、名古屋大学名誉教授、名古屋女子大学家政学部元教授。

## 来歴
岐阜県生まれ。名古屋大学経済学部卒、1981年同大学院経済学研究科博士課程満期退学、同助手、1983年佐賀大学教育学部講師、1985年助教授、1988年名大経済学部助教授、1990年「イングランド銀行金融政策の形成」で名古屋大学経済学博士。1995年名大教授、2008-2010年学部長を務め、2010-2012年附属国際経済政策研究センター長を務めた。2015年定年退官、名誉教授、名古屋女子大学教授となる。
ゼミの指導学生にCBCテレビアナウンサーの若狭敬一や、マラソン選手の鈴木亜由子などがいる。

## 著書
- 『イングランド銀行金融政策の形成』名古屋大学出版会、1989年（2022年復刊）
- 『ポンドの苦闘──金本位制とは何だったのか』名古屋大学出版会、2004年
- 『ポンドの譲位──ユーロダラーの発展とシティの復活』名古屋大学出版会、2014年
- 『中央銀行はお金を創造できるか──信用システムの貨幣史』名古屋大学出版会、2023年

### 共編
- 『世界経済の歴史──グローバル経済史入門』中西聡,福澤直樹共編、名古屋大学出版会、2010年

### 翻訳
- I.ウォーラーステイン『資本主義世界経済 1　中核と周辺の不平等』藤瀬浩司,麻沼賢彦共訳、名古屋大学出版会、1987年

## 論文
- <金井雄一